# Toy Story 5
Toy Story 5 es una próxima película de comedia animada estadounidense producida por Pixar Animation Studios para Walt Disney Pictures. La película, siendo la quinta entrega principal de la serie de películas de Toy Story y la secuela de Toy Story 4 (2019), está escrita y dirigida por Andrew Stanton. Tom Hanks y Tim Allen repetirán sus respectivos papeles del Sheriff Woody y Buzz Lightyear de las primeras cuatro películas principales, con Anna Faris uniéndose al elenco.
Allen expresó interés en hacer una quinta película principal de Toy Story en febrero de 2019, y aunque Hanks dijo en mayo del mismo año que Toy Story 4 sería la última película de la serie, no se había descartado la posibilidad de una quinta película. El desarrollo de una quinta película de Toy Story se confirmó oficialmente en febrero de 2023, con Hanks y Allen listos para regresar. Stanton fue contratado para dirigir en junio de 2024, y se confirmó que la escribiría dos meses después. Será la primera película de la franquicia principal que se haga sin la participación de John Lasseter, quien dejó Disney en diciembre de 2018.
Toy Story 5 está prevista para estrenarse en cines de Estados Unidos el 19 de junio de 2026.

## Argumento
Después de que Woody dejara a Bonnie para ayudar a encontrar dueños a los juguetes abandonados, Jessie ha liderado a los demás juguetes en la habitación de Bonnie, con Buzz Lightyear como su segundo al mando. Sin embargo, Bonnie, ahora con ocho años, pasa el tiempo con su nuevo juguete favorito, una tablet con forma de rana llamada Lilypad. Woody, de vuelta con sus amigos Buzz y Jessie, trata de impedir que los niños usen la tecnología para jugar.

## Reparto de voz
- Tom Hanks como Woody[9]
- Tim Allen como Buzz Lightyear[10]
- Joan Cusack como Jessie[11]
- Ernie Hudson como Combat Carl[12]
- Conan O'Brien como Smarty Pants[13]

Adicionalmente, Anna Faris fue elegida para un papel aún sin revelar.

## Producción

### Antecedentes
En febrero de 2019, Tim Allen, quien prestó su voz a Buzz Lightyear en las primeras cuatro películas de la franquicia de Toy Story, expresó su interés en hacer una quinta película principal al afirmar: "Una vez que llegas a la cuarta, ya pasas ese punto de la trilogía, así que no veo ninguna razón por la que no lo harían, ciertamente. Si me preguntas, diría que hagan cinco". En mayo de 2019, el productor Mark Nielsen anunció que Pixar volvería a centrarse en hacer películas originales en lugar de secuelas después de Toy Story 4 por un tiempo. El 22 de mayo de 2019, en The Ellen DeGeneres Show, Tom Hanks, la voz de Woody, declaró que la cuarta película principal sería la última de la serie. Le dijo a Ellen DeGeneres que Allen le había "advertido sobre la emotiva despedida final entre sus personajes Woody y Buzz Lightyear en Toy Story 4". Sin embargo, Nielsen no descartaba la posibilidad de una quinta película principal, afirmando: "Cada película que hacemos, la tratamos como si fuera la primera y la última película que vamos a hacer, así que nos obligamos a hacerla durar. No nos pasamos de la raya. ¿Habrá otra? No lo sé. Si la hay, es un problema del mañana". Poco después del estreno de la cuarta película, Annie Potts, voz de Bo Peep, dijo que a pesar de no saber si se haría otra película principal, creía que muchos fanáticos estarían interesados en ver qué hacen los juguetes a continuación.

### Desarrollo
En febrero de 2023, durante la conferencia telefónica sobre los resultados del primer trimestre, el director ejecutivo de The Walt Disney Company, Bob Iger, confirmó que una quinta película principal de la franquicia Toy Story estaba en desarrollo activo. Más tarde ese mes, el CCO de Pixar y antiguo colaborador de la franquicia Toy Story, Pete Docter, declaró que la película sería "sorprendente" y tendría "cosas interesantes que nunca has visto antes". En junio de 2023, Docter confirmó que Woody regresaría en la película. Al año siguiente, Docter anunció que Andrew Stanton, quien coescribió las primeras cuatro películas de Toy Story, prestó su voz al Emperador Zurg en Toy Story 2 (1999) y fue codirector de Bichos (1998) y director de Buscando a Nemo (2003), WALL-E (2008) y Buscando a Dory (2016), dirigiría Toy Story 5, mientras que McKenna Harris, quien dirigió el cortometraje Ciao Alberto (2021), sería la codirectora. En el evento D23 en agosto de 2024, Docter anunció que Stanton escribiría la película además de su esfuerzo como director.

## Lanzamiento
Toy Story 5 está programada para ser estrenada en cines de Estados Unidos por Walt Disney Pictures el 19 de junio de 2026.